# 大洲市立大洲南中学校
大洲市立大洲南中学校（おおずしりつ おおずみなみちゅうがっこう）は、愛媛県大洲市にある公立中学校。
1960年、大洲市立大洲北中学校と共に、大洲市立大洲中学校が2校に分かれて開校した経緯から、大洲北中学校とは同じ校訓、同じ校歌を持つ。

## 沿革

### 大洲中学校
- 1947年（昭和22年）4月1日 - 大洲町立大洲中学校として開校。創立時の生徒数698名。開校から13年間は、学年によって校舎が分かれていた（参照）。
- 1947年（昭和22年）5月15日 - 校章制定。
- 1948年（昭和23年）10月30日 - 若宮校舎落成。
- 1951年（昭和26年）4月9日 - 図書館落成。
- 1954年（昭和29年）9月1日 - 喜多郡大洲町が周辺町村と合併し大洲市が発足したのに伴い、大洲市立大洲中学校と改称。
- 1954年（昭和29年）9月18日 - 校歌制定（作詞：小山龍之輔／作曲：芥川也寸志）。

### 大洲南中学校
- 1960年（昭和35年）4月1日 - 大洲市立大洲中学校が大洲市立大洲北中学校と大洲市立大洲南中学校に分割される。
- 1960年（昭和35年）5月27日 - 新校舎落成式。
- 1961年（昭和36年）2月9日 - 大洲学園（知的障害児施設）、分校として発足。
- 1963年（昭和38年）9月10日 - 体育館が竣工。
- 1964年（昭和39年）3月17日 - 校旗・校歌を制定。
- 1969年（昭和44年）4月1日 - 大洲市立南久米中学校を統合。
- 1970年（昭和45年）9月7日 - 特別教棟・管理棟・プールが落成。
- 1975年（昭和50年）9月1日 - 日宿直廃止、学校無人化実施。

## 通学区域
以下の各小学校区。
- 大洲市立大洲小学校
- 大洲市立久米小学校
- 大洲市立南久米小学校

## 周辺
- 大洲市役所
- 大洲郵便局
- 大洲市立大洲小学校
- 愛媛県立大洲高等学校
- 大洲城跡
- 国道56号
- 肱川

## アクセス
- JR予讃線 伊予大洲駅から南へ1.5km
- 宇和島バス 片原町にて下車